# Basílica Hispanoamericana de Nuestra Señora de la Merced
La Basílica Hispanoamericana de la Merced se encuentra en la ciudad de Madrid, España, en la calle de Edgar Neville, 23. Fue proyectada por los arquitectos Francisco Javier Sáenz de Oiza y Luis Laorga. Las obras comenzaron en 1949 y concluyeron en 1965.
Es una de las siete basílicas que existen en Madrid, junto con la Real Basílica Colegiata de San Isidro, la Basílica de Jesús de Medinaceli, la de San Francisco el Grande, la Basílica Pontificia de San Miguel, la Real Basílica de Nuestra Señora de Atocha, y la Basílica de la Milagrosa.

## Descripción Exterior
Una cripta precedió durante la posguerra civil al propio templo madrileño de la calle de la Basílica. 
La planta de cruz latina es la convencional, con dos torres, nave central con capillas laterales, galería superior y crucero con cúpula sobre tambor que da paso al altar elevado en la cabecera. Bajo la nave se dispuso la cripta, y tras la iglesia, se construyó un edificio con un convento y las dependencias parroquiales.
Dos torreones inicialmente previstos y proyectados no pudieron nunca edificarse, por falta de recursos. Sin embargo, su cúpula, de más de 20 metros, y las luces o distancias desplegadas en sus proporciones determinaron su personalidad arquitectónica, única en Madrid, también a consecuencia de la piel de este edificio, a base de pequeños bloques de hormigón prefabricado, de unos 40 centímetros de longitud por ocho de altura y 20 centímetros de fondo, señala por su parte Carlos Laorga.
Entre las fachadas, de gran austeridad decorativa, destaca la principal, conformada por un elemento central de hormigón visto en cuyo interior se abre un gran arco de medio punto, continuación de la bóveda de la nave, que encuadra un sencillo encasetonado vertical, ejecutado igualmente en hormigón, en cuyo fondo se dispone un plano de vidrio sustentado por una ligerísima carpintería metálica. Este gran "rosetón" descansa sobre un poderoso dintel, también de hormigón visto, bajo el cual se encuentran las tres puertas de acceso encuadradas por una sencilla moldura rectangular.

## Descripción interior
La basílica cuenta con diez capillas, cinco a cada lado, en las que se recogen imágenes con diferentes advocaciones de la virgen en países de habla hispana.
Comenzando de atrás hacia adelante, encontramos las siguientes capillas a cada lado de la nave:

### Lado izquierdo
- México: Nuestra Señora de Guadalupe.
- Uruguay: Virgen de los Treinta y Tres.
- Chile: Virgen del Carmen de Chile.
- Perú: Virgen de la Nube y Señor de los Milagros.
- Colombia: Virgen de Chiquinquirá.

### Lado derecho
- Venezuela: Nuestra Señora de Coromoto y Virgen de Chiquinquirá.
- Cuba: Virgen de la Caridad del Cobre.
- Ecuador: Virgen de El Quinche.
- España: Inmaculada Concepción.
- Virgen de la Merced (advocación de la Basílica).